# NGC 7507
NGC 7507 (другие обозначения — PGC 70676, ESO 469-19, MCG -5-54-22, AM 2309-284) — эллиптическая галактика (E) в созвездии Скульптор.
Этот объект входит в число перечисленных в оригинальной редакции «Нового общего каталога».